# Сантуш, Жорже
Жорже Педру Маурисио душ Сантуш (порт. Jorge Pedro Mauricio dos Santos) — политик Кабо-Верде, который занимал пост председателя Национальной ассамблеи Кабо-Верде с 2016 по 2021 год.

## Политическая карьера
Жорже Педру Маурисио душ Сантуш является членом партии «Движение за демократию». Инженер по образованию Жорже Сантуш сначала занимал пост мэра Рибейра-Гранди-де-Сантьяго с 1991 по 2006 год, а также был депутатом с 1991 по 1996 год. Затем он занимал пост вице-президента Национального собрания с 2006 по 2011 год и председателя Движения за демократию с 2006 по 2009 год